# Гарбшія
Гарбшія (лит. Garbšiai) — село в Литві, населення 3 людини, розташоване в Ігналінському районі, за 7 км на північ від Казітішкіс. 